# Giuseppe Zigaina
Giuseppe Zigaina, né le 2 avril 1924 et mort le 16 avril 2015, est un peintre et graveur néorealiste, ainsi qu'un auteur italien.

## Biographie
Né à Cervignano del Friuli (Udine), enfant il a montré des facilités pour le dessin. Il a étudié au Collège de Tolmino, et a tenu à 19 ans sa première exposition. En 1946, il a rencontré Pier Paolo Pasolini, avec qui il a établi une solide collaboration artistique qui inclut l'illustration de quelques livres et la participation dans certains films en tant qu'acteur et en tant que scénariste,. Après la mort de Pasolini, Giuseppe Zigaina a écrit plusieurs livres sur son art,.
Après avoir remporté le Prix Fontanesi à la Biennale de Venise en 1950, les œuvres de Zigaina ont été progressivement influencées par la Nouvelle Objectivité allemande. À partir de 1965, il a finalement adopté la technique de la gravure, qui est devenu progressivement un élément distinctif de sa production artistique. En 1984, Zigaina a déménagé à San Francisco pour enseigner à l'Institut d'Art.

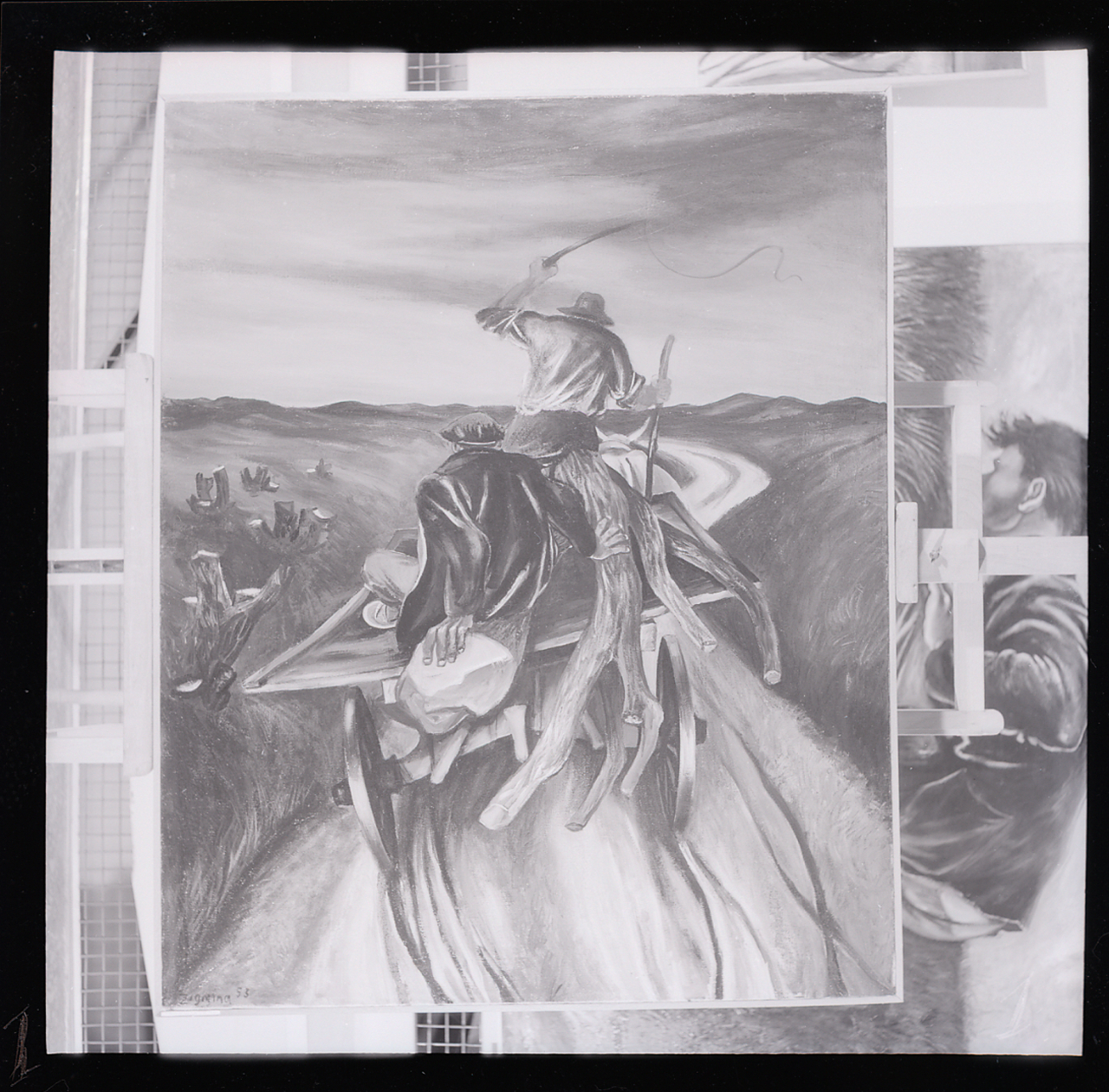
Peinture de Zigaina photographiée par Paolo Monti, 1960 (Fondo Paolo Monti, BEIC).